# Jeanett Debb
Jeanett Debb (Copenaghen, ...) è una cantante danese.

## Biografia
Per metà danese e per metà siriana, Jeanett Debb è salita alla ribalta nel 2001, anno in cui ha realizzato House of Fire, la canzone che compare nella sigla ufficiale dell'edizione inaugurale del reality show Big Brother Danmark. Il singolo ha raggiunto la 14ª posizione della classifica danese e ha anticipato l'album di debutto della cantante, Virtualize, uscito su etichette Sony Music Entertainment Denmark ed Epic Records. Nel 2002 ha partecipato al Dansk Melodi Grand Prix, la selezione del rappresentante danese per l'Eurovision Song Contest, con la canzone Medie show.

## Discografia

### Album in studio
- 2001 – Virtualize
- 2005 – Synger danske vuggeviser

### EP
- 2006 – Marys vuggevise
- 2006 – Marys lullaby
- 2006 – Xmas Edition

### Singoli
- 2001 – Say the Word
- 2001 – House of Fire
- 2001 – Little Miss Merry
- 2002 – Medie show